# Zakaznik
Een zakaznik (Russisch: заказник) is een Russisch natuurreservaat dat is ingesteld voor het behoud van kleinere ecosystemen of individuele soorten als vogelsoorten of zeldzame planten. Zakazniks kunnen bescherming genieten op federaal niveau of regionaal niveau tegen activiteiten als houtkap, mijnbouw, het laten grazen van vee en de jacht. De bescherming is soms beperkt; beperkingen met betrekking tot commerciële activiteiten zijn soms seizoensgebonden. Zakazniks zijn onderverdeeld in verschillende categorieën, zoals zoölogische, botanische, landschaps-, geologische en andere. Veel zakazniks zijn opgezet om de commerciële jacht te regelen, om daarmee belangrijke populaties van wilde diersoorten in stand te houden. Zakazniks vallen onder IUCN categorie III, maar vaker onder categorie VII. De omvang varieert van 0,5 tot 6.000.000 hectare.